# David Nikodým
David Nikodým (ur. 24 marca 1975, zm. 23 października 1997) – czeski lekkoatleta, specjalizujący się w biegach sprinterskich.
Medalista Młodzieżowych Mistrzostw Europy (1997). 

## Osiągnięcia
- Młodzieżowe Mistrzostwa Europy, Turku 1997
  - srebrny medal – sztafeta 4 × 400 m

## Rekordy życiowe
- bieg na 400 metrów
  - stadion – 50,20 (1997)